# Peter Peregrinus de Maricourt
Peter Peregrinus de Maricourt; en francés Pierre Pèlerin de Maricourt; Latina Petrus Peregrinus de Maharncuria) (fl. 1269) fue un estudioso francés del siglo XIII que realizó experimentos sobre magnetismo y escribió el primer tratado existente para las propiedades de imanes. Su trabajo se destaca por la primera discusión detallada de una brújula.

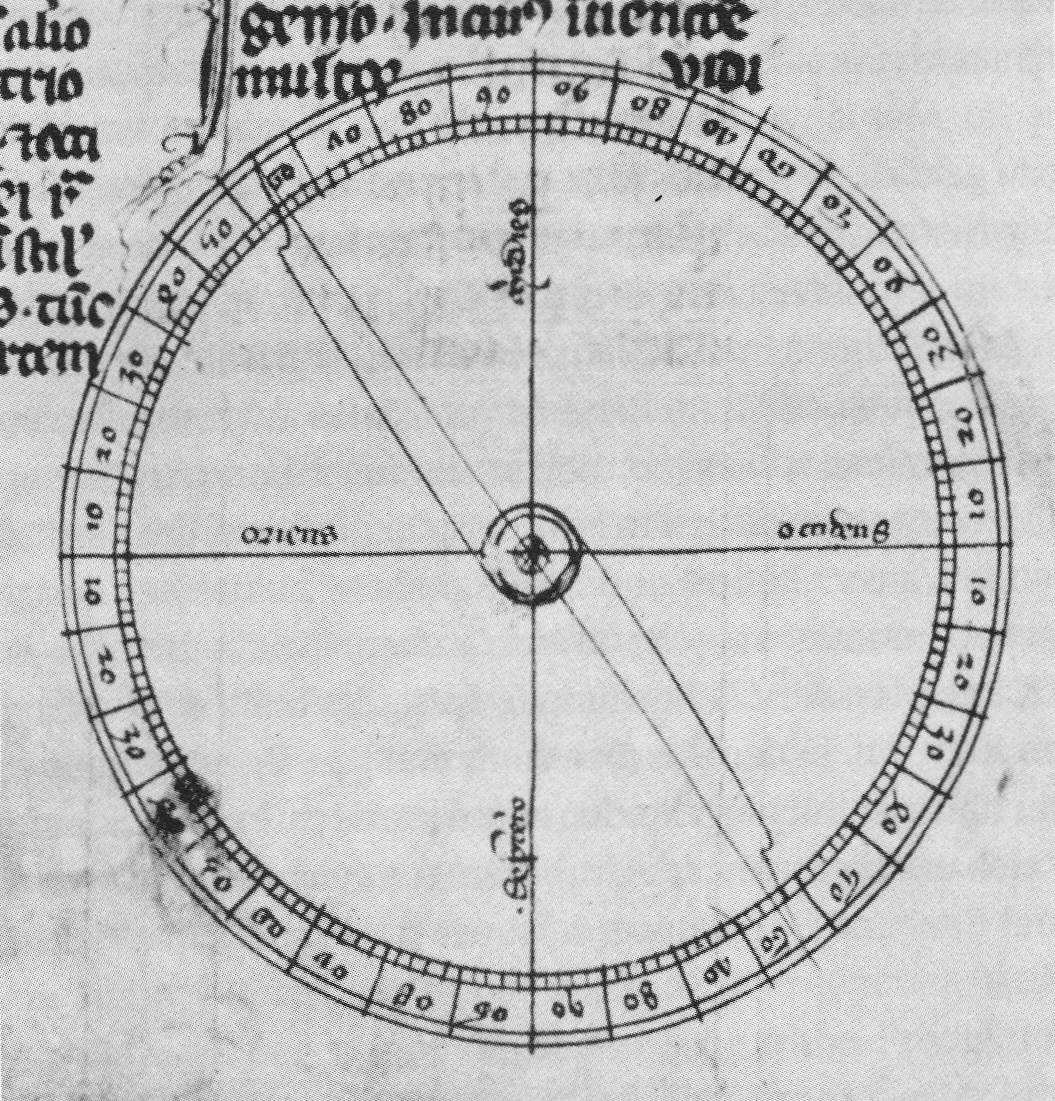
Aguja rotatoria de una brújula en una copia de la 'Epístola de magnete' de Peter Peregrinus (1269).

El magnetismo es una de las ciencias que hace considerables progresos durante la Edad Media.
Respecto a Petrus Peregrinus de Maricourt, natural de Picardía, Francia, poco o nada se sabe respecto a su fecha de nacimiento y su vida personal, sin embargo en el siglo XIII, hace un sorprendente hallazgo que queda registrado en su tratado de 1269 conocido como Epistola de Magnete.
Maricourt toma una piedra imán a la cual se la había dado forma redonda y le aproxima una aguja que se orienta inmediatamente por la acción de la piedra imán. Cuando la aguja se detiene, Maricourt traza una línea sobre la piedra imán redondeada. Después repite la operación en otras partes del imán y cuando tiene trazadas un buen número de ellas sobre su superficie, el patrón que aparece corresponde a círculos máximos que resultan ser completamente análogos a los meridiano terrestres y se cortan en dos puntos extremos del imán. Sorprendido por la analogía con el Globo terráqueo, Maricourt denomina polos a estos dos puntos particulares de la piedra imán. En experimentos posteriores encuentra que la forma en la que los imanes se atraen entre sí está determinada solamente por la posición de sus polos, como si estos constituyeran el asiento de lo que se pensaba en la época era el poder magnético. Estos conceptos van a jugar un importante papel en el desarrollo de las teorías de polarización posteriores.
Fue cruzado y en sus estudios ofrece la primera descripción detallada de la brújula como instrumento de navegación. Durante el sitio de Lucerna en Italia por Carlos de Anjou en agosto de 1269, Maricourt escribe su carta sobre el magnetismo Epistola ad Sigerum de Foucaucourt militem de magnete y que también se conoce como Epistola de Magnete. En ese tratado también trata el caso de la brújula flotante como un instrumento de uso común y describe una nueva brújula que opera sobre un mecanismo de pivote con gran detalle. La Epístola es ampliamente reconocida como una de las grandes obras de la investigación experimental medieval.
Roger Bacon consideró a Maricourt como el científico experimental más grande de su tiempo y un verdadero maestro de todas las artes técnicas conocidas en aquel momento.
Entre otro de sus trabajos se conoce su propuesta relacionada con el Movimiento Perpetuo Magnético, descrita como un dispositivo rotativo, el cual utiliza como fuerza motriz, la interacción de las fuerzas de atracción de varios imanes.
La idea del movimiento expuesta por Maricourt y dado que los efectos magnéticos eran pobremente conocidos en su tiempo, es verdaderamente plausible. Él explicó que su propósito no era crear una máquina que produjera trabajo útil, sino más bien un modelo que ayudara a entender como es que los planetas se mueven en sus órbitas.
Peter Peregrinus de Maricourt fue ingeniero en la armada de Carlos de Anjou, y sus habilidades como experimentador y técnico fueron ensalzadas por su contemporáneo Roger Bacon. Se le reconoce como precursor de la metodología científica moderna sus aportes se unirían a la tecnología actual.